# Црноречка нахија
Црноречка нахија била је нахија у која је постојала од 1530. године у оквиру Османског царства, а 1833. је ушла у састав Кнежевине Србије. Укинута је 1834. године када је успостављена нова административна подела Србије.
У првом сачуваном турском попису из 1455. године, Видински санџак је био подељен на четири нахије: Видин, Белград (данашњи Белоградчик), Сврљиг и Бања. Највећа од њих, Видинска нахија, обухватала је и данашњу област Црне Реке која је тада била подељена на три области: Црна Река, Кливје и Винишница. За Кливје и Винишницу није познат тачан назив, па постоје више верзија имена и сваки попис их је другачије бележио. Кливје је бележено као Келвије, Гелвије, Келује, а Винишница као Винешница, Велешница, Внешница и Велештица. Црна Река која је тада била доста мања област и простирала се уско уз долину Злотске реке, Црног Тимока и Беле реке. Кливје је обухватало долину горњег тока Црног Тимока и као највећа насеља се спомињу Илино, Подгорац, Паралово, Бољевац, Мирово, Саси и Стопања. Винишница се налазила у углу између Црног и Белог Тимока, и највећа насеља (која се могу данас одредити) била су Вратарница, Бела Река, Врбовац, Планиница, Братујевац, Мариновац и Ласово.
Црноречка нахија образована је 1530. године спајањем области Црне Реке, Винишнице и Кливја и издвајањем из Видинске нахије Видинског санџака. Кливје и Винишница се од тада престале да се спомињу и временом су ти називи изашли из употребе. До краја турске власти, Црноречка нахија је континуирано постојала као самостална управна јединица. У судском погледу припадала је видинском кадилуку, а у војно-управном погледу Видинском санџаку до краја 17. века и Видинском пашалуку у 18. и почетком 19. века.
Лета 1833. године, Црноречка нахија заједно са осталих пет нахија припала је Кнежевини Србији, а то је потврђеном Трећим хатишерифом. Тако је Црноречка нахија ослобођена турске власти. На скупштини фебруара 1834. године, кнез Милош је издејствовао поделу Србије на сердарства која су обухватала окружја (округе). Назив нахија замењена је српском речку окружје (касније округ), па је тако од Црноречке нахије постало Црноречко окружје које је било у стаставу Тимочког сердарства.